# Ждём тебя, парень
«Ждём тебя, парень» — советский фильм 1972 года, снятый на киностудии «Узбекфильм» режиссёром Равилем Батыровым.
В кинопрокате СССР 1972 года фильм занял 30-ю строчку, его посмотрели 18 100 000 зрителей.
На VI-ом Всесоюзном кинофестивале (1973) фильм получил вторую премию.
Спустя 20 лет режиссёр снял второй фильм кинодилогии — «Вот вернулся этот парень…».

## Сюжет
По мотивам повести С. Волгина «Пора Юности».
Молодого рабочего Тимура Гулямова коллектив избрал членом завкома. Тимур, замечающий махинации мастера и начальника ОТК, втупает в конфликт с ними, находя поддержку среди комсомольцев завода. Мастер Кулдашев, непосредственный начальник Тимура, пытается, в сущности, его подкупить: предлагая Тимуру путёвку в дом отдыха, в обмен на услугу — Тимур должен уговорить молодежь цеха поддержать кандидатуру Кулдашева во время выборов председателя завкома. Тимур выступает на профсоюзном собрании с противоположным предложением — вывести Кулдашева из состава членов завкома.

Контрасты смягчены в картине, контуры растушеваны, нюансы и переходы занимают главное внимание. Собственно, эти живые подробности, среда, лирическая атмосфера происходящего становятся предметом рассказа о девятнадцати-летнем пареньке из Ташкента. Именно здесь ждут нас самые ценные находки, а не в общей сюжетной колее…
Так что комсомольская богиня Наташенька (Н. Зорина), смесь женственности и деловитости, строгих глаз и сверхкороткой юбочки, и начальник ОТК Гафуров (Р. Хамраев), личность темная, хотя по-своему довольно солидная, не только спокойно оказываются за одним пиршественным столом, но и с интересом поглядывают друг на друга.
Или вот: как принято в «юношеской» повести, возлюбленная героя имеет жениха с машиной. Чаще всего этот персонаж оказывался профессорским сынком, циником и прожигателем жизни. Азиз, чья черная «Волга» бегает, как привязанная, за Наташей, с достоинством роняет о себе: «Я сын хлопкороба». От этого, впрочем, его роль в сюжете не меняется. Занятно другое — актёр Ш. Иргашев сдержанно и тактично играет работящего, толкового, компанейского и даже приятного человека, только вот беда — сухаря и педанта, да такого, что руки опускаются от обиды и страха за Наташу.
Но, конечно, самой запоминающейся, самой естественной и индивидуальной из всего окружения Тимура остается Люська в исполнении М. Нееловой — так щедро расцвечена эта роль самыми неожиданными оттенками юношеской, почти что щенячьей влюбленности.
— журнал «Советский экран», 1972

## В ролях
- Отабек Ганиев — Тимур Гулямов
- Александр Леньков — Петька, приятель Тимура
- Марина Неёлова — Люся, подруга Тимура
- Наталья Зорина — Наташа, комсорг
- Хамза Умаров — Кулдашев, бригадир, член завкома
- Виталий Леонов — Гаврила Фролов, рабочий-пьяница
- Шухрат Иргашев — Азиз, жених Наташи
- Люсьена Овчинникова — Лиза Фролова, жена Гаврилы
- Джаник Файзиев — Агзам Гулямов, братишка Тимура
- Сергей Яковлев — Дмитрий Гурьев, «дядя Митя», сварщик
- Раззак Хамраев — Максуд Гафурович Гафуров, начальник ОТК
- Лола Бадалова — Лола Гулямова, мать Тимура и Агзама
- Анвара Алимова — Софья Соломоновна
- Садык Мурадов — Сабир
- Юрий Некрасов — Юра, приятель Тимура
- Гули Хамраева — Гуля, член комитета комсомола
- Бехзод Хамраев — мальчик с петухом на базаре

## Критика
Режиссёр Р. Батыров в традиционном конфликте отыскивает живые черты сиюминутной современности. Он привык внимательно вглядываться в своих героев не только при остром столкновении, драматическом стечении событий, а и в будничной повседневности. … Художническая зоркость, умение любую отдаленную абстракцию заземлить почти бытовыми, хотя и поэтически поданными подробностями это тоже достижения фильма «Ждем тебя, парень», вот что выделяет его на фоне других фильмов рабочей темы.— журнал «Советский экран», 1972

Одна из первых «производственных» картин 70-х годов. Комедийные ситуации, легкая музыка, множество панорам по нарядным ташкентским улицам, обаятельные лица молодых героев способствовали созданию в фильме светлой лирической атмосферы. Вместе с тем конфликт, ненавязчиво, но внятно поставленный в центр повествования, был серьезен.— Советское кино, 70-е годы: основные тенденции развития. — М.: Искусство, 1984. — 341 с. — с. 201

Лёгкость и непринуждённость повествования сочеталась в картине Равиля Батырова с серьёзной постановкой проблемы вступления молодого человека в жизнь. Не случайно, что и сам режиссёр спустя девять лет ощутил потребность вернуться к своему герою — пусть в фильме со знаменательным названием «Вот вернулся этот парень…» его зовут всё-таки Рустамом, и играет другой актёр, однако обе ленты воспринимаются как своеобразная дилогия о становлении характера молодого современника.
— киновед Сергей Кудрявцев — 3500 кинорецензий: А-М. — М., 2008. — 687 с. — с. 372